# Patalene sesquilinea
Patalene sesquilinea är en fjärilsart som beskrevs av Augustus Radcliffe Grote 1870. Patalene sesquilinea ingår i släktet Patalene och familjen mätare. Inga underarter finns listade i Catalogue of Life.